# نوار دای‌زنی

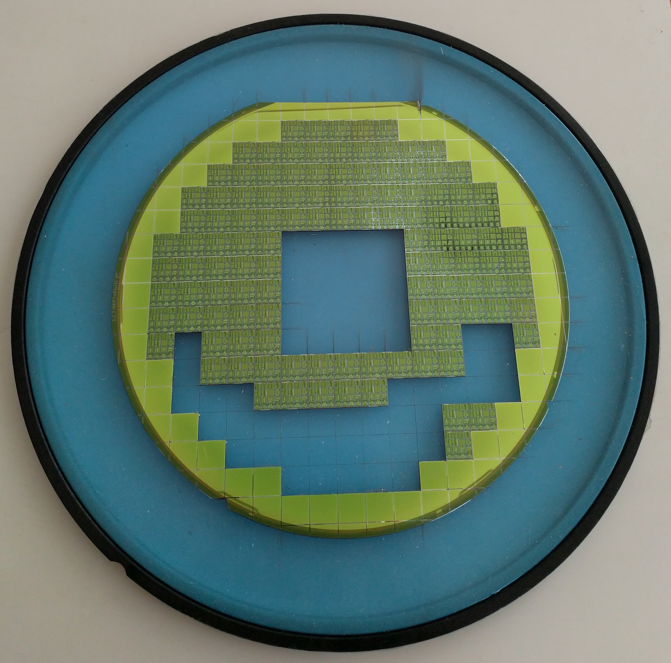
یک ویفر نیم‌رسانا روی نوار دای‌زنی (آبی). تعداد کمی تراشه (دای) از ویفر قبلاً برای ساخت جلوتر برداشته‌شده (حذف‌شده) است.

نوار دای‌زنی یک نوار پشت‌بند است که در هنگام دای‌زنی ویفر یا جداسازی زیرلایه میکروالکترونیکی دیگر، دای‌زنی جدا قسمتی از مواد نیم‌رسانا یا مواد دیگر پس از ریزساخت ویفر یا ماژول استفاده می‌شود. این نوار در طول فرایند برش، تکه‌های نیم‌رسانا، معروف به دای را در کنار هم نگه می‌دارد و آن‌ها را به یک قاب فلزی نازک نگه می‌دارد. این قالب‌ها بعداً در فرایند تولید الکترونیک از نوار دای‌زنی حذف می‌شوند.
نوار دای‌زنی می‌تواند از جنس پی‌وی‌سی، پلی‌الیفین یا مواد پشت‌بند پلی‌اتیلن با یک چسب تا بتواند ویفر یا زیرلایه را در جای خود نگه دارد. در بعضی موارد نوار دای‌زنی یک آستر آزادساز خواهد داشت که قبل از نصب نوار به قسمت عقب ویفر برداشته می‌شود. در ضخامت‌های مختلف، از ۷۵ تا ۱۵۰ میکرومتر، با انواع استحکام چسبندگی، برای اندازه‌ها و مواد مختلف تراشه موجود است. نوارهای فرابنفش، نوارهای دای‌زنی هستند که در اثر قرار گرفتن در معرض نور اشعه ماورای بنفش پس از دای‌زنی، اتصال چسب شکسته می‌شود و باعث می‌شود چسب در هنگام برش قوی‌تر باشد درحالی که هنوز امکان تمیزکردن و زدودن آسان را دارد. تجهیزات فرابنفش می‌تواند از توان کم (چند میلی‌وات بر سانتیمتر مربع) تا توان زیاد (بیش از ۲۰۰ میلی‌وات بر سانتیمتر مربع) باشد. توان بالاتر باعث پخت کامل‌تر، چسبندگی کمتر و کاهش ماندگاری چسب می‌شود.